# Liste der Kulturdenkmale in Beuron
In der Liste der Kulturdenkmale in Beuron sind Bau- und Kunstdenkmale der Gemeinde Beuron verzeichnet, die im „Verzeichnis der unbeweglichen Bau- und Kunstdenkmale und der zu prüfenden Objekte“ des Landesamts für Denkmalpflege Baden-Württemberg verzeichnet sind. Dieses Verzeichnis ist nicht öffentlich und kann nur bei „berechtigtem Interesse“ eingesehen werden. Die folgende Liste ist daher nicht vollständig und beruht auf anderweitig veröffentlichten Angaben.

## Liste
| Bild           | Bezeichnung                                              | Lage                                  | Datierung                  | Beschreibung                                                                        | ID |
| -------------- | -------------------------------------------------------- | ------------------------------------- | -------------------------- | ----------------------------------------------------------------------------------- | -- |
| Weitere Bilder | Abteikirche mit Gnadenkapelle                            | Abteistraße 1 (Karte)                 | 1732 bis 1738              | Geschützt nach § 12 DSchG                                                           |    |
|                | Refektorium, Atelier- / Kunstflügel und Gästeflügel      | Abteistraße 2 (Karte)                 | 1888 bis 1906              | Geschützt nach § 12 DSchG                                                           | BW |
|                | Mittelbau, Südflügel und Klostermauer                    | Abteistraße 2 (Karte)                 | 1694 bis 1705              | Geschützt nach § 12 DSchG                                                           |    |
|                | Bibliothek, Klerikatsbau und Mariengarten                | Abteistraße 3 (Karte)                 | 1925/26                    | Geschützt nach § 12 DSchG                                                           |    |
|                | Wirtschaftshof mit Schneiderei und Schlosserei           | Abteistraße 3 (Karte)                 | Frühes 18. Jahrhundert     | Geschützt nach § 12 DSchG                                                           | BW |
|                | Gartenanlage                                             | Abteistraße 1-3 (Karte)               |                            | Geschützt nach § 12 DSchG                                                           | BW |
|                | Villa                                                    | Abteistraße 4 (Karte)                 | 1907                       | Erhaltenswerter Bau                                                                 | BW |
|                | Hotel Pelikan                                            | Abteistraße 12 (Karte)                | Ende 18. Jahrhundert       | Erhaltenswerter Bau                                                                 | BW |
|                | Wirtschaftsgebäude des Hotels Pelikan                    | Abteistraße 12 (Nebengebäude) (Karte) | 1902                       | Erhaltenswerte Bauten                                                               | BW |
|                | Gebäude mit Ladenlokal und Remise, ehemals Bräuhaus      | Abteistraße 18 (Karte)                | 1873                       | Erhaltenswerter Bau                                                                 | BW |
|                | Ehem. Schul- und Gemeindehaus                            | Abteistraße 24 (Karte)                | 1901                       | Erhaltenswerter Bau                                                                 | BW |
|                | Villa Schäfer                                            | Anselm-Schott-Weg 2 (Karte)           | 1900 bis 1902              | Geschützt nach § 2 DSchG                                                            | BW |
|                | Wohnhaus Anselm-Schott-Weg 6                             | Anselm-Schott-Weg 6 (Karte)           | um 1925                    | Erhaltenswerter Bau                                                                 | BW |
|                | Wohnhaus Anselm-Schott-Weg 10                            | Anselm-Schott-Weg 10 (Karte)          | 1930                       | Erhaltenswerter Bau                                                                 | BW |
|                | Wohnhaus Anselm-Schott-Weg 12                            | Anselm-Schott-Weg 12 (Karte)          | 1. Viertel 20. Jahrhundert | Erhaltenswerter Bau                                                                 | BW |
|                | Pilgerheim Klosterhof                                    | Benediktusweg 1 (Karte)               | 1903/04                    | Geschützt nach § 2 DSchG                                                            |    |
|                | Kruzifix                                                 | bei Benediktusweg 1 (Karte)           | 1900                       | Geschützt nach § 2 DSchG                                                            | BW |
|                | Tafelbild                                                | Benediktusweg 6 (Karte)               | 1863                       | Geschützt nach § 2 DSchG                                                            | BW |
|                | Nebengebäude des Pilgerheims Klosterhof                  | Benediktusweg 10/1 (Karte)            | 1905                       | Geschützt nach § 2 DSchG                                                            | BW |
|                | Ehemaliges Kurhotel Waldeck, heute Pension St. Hildegard | Buchheimer Straße 2 (Karte)           | 1908                       | Geschützt nach § 2 DSchG                                                            | BW |
|                | Wohnhaus Buchheimer Straße 6                             | Buchheimer Straße 6 (Karte)           | 1. Viertel 20. Jahrhundert | Erhaltenswerter Bau                                                                 | BW |
|                | Wohnhaus Buchheimer Straße 10                            | Buchheimer Straße 10 (Karte)          | 1. Viertel 20. Jahrhundert | Erhaltenswerter Bau                                                                 | BW |
|                | Wohnhaus Buchheimer Straße 12                            | Buchheimer Straße 12 (Karte)          | 1. Viertel 20. Jahrhundert | Erhaltenswerter Bau                                                                 | BW |
|                | Wohnhaus Donaustraße 3                                   | Donaustraße 3 (Karte)                 | 1. Drittel 20. Jahrhundert | Erhaltenswerter Bau                                                                 | BW |
|                | Gästehaus Schönwälder                                    | Donaustraße 5 (Karte)                 | 1. Drittel 20. Jahrhundert | Erhaltenswerter Bau                                                                 | BW |
|                | Doppelwohnhaus Donaustraße 13/15                         | Donaustraße 13/15 (Karte)             | 1. Viertel 20. Jahrhundert | Erhaltenswerter Bau                                                                 | BW |
|                | Pilgerheim                                               | Fürstin-Katharina-Straße 2 (Karte)    | Anfang 20. Jahrhundert     | Erhaltenswerter Bau                                                                 | BW |
|                | Wohnhaus Fürstin-Katharina-Straße 4                      | Fürstin-Katharina-Straße 4 (Karte)    | 1. Viertel 20. Jahrhundert | Erhaltenswerter Bau                                                                 | BW |
|                | Wohnhaus Fürstin-Katharina-Straße 6                      | Fürstin-Katharina-Straße 6 (Karte)    | um 1915                    | Erhaltenswerter Bau                                                                 | BW |
|                | Villa Hubertus                                           | Hubertusweg 4 (Karte)                 | 1906/07                    | Geschützt nach § 2 DSchG                                                            | BW |
|                | Ökonomiegebäude Wendelinusweg 4                          | Wendelinusweg 4 (Karte)               | 1. Drittel 20. Jahrhundert | Erhaltenswerte Bauten                                                               | BW |
|                | Wohnhaus mit Café Härtl                                  | Wolterstraße 1 (Karte)                | um 1910                    | Prüffall                                                                            | BW |
|                | Wohnhaus Wolterstraße 2 mit Ladenlokal                   | Wolterstraße 2 (Karte)                | 1885                       | Erhaltenswerter Bau, Skulptur Kulturdenkmal nach § 2 DSchG Geschützt nach § 2 DSchG | BW |
|                | Reliefs und Statuen                                      | bei Wolterstraße 2 (Karte)            | 1935                       | Geschützt nach § 2 DSchG                                                            | BW |
|                | Wohnhaus Wolterstraße 3 mit Garten                       | Wolterstraße 3 (Karte)                | um 1880                    | Erhaltenswerter Bau                                                                 | BW |
|                | Gregoriushaus                                            | Wolterstraße 9 (Karte)                | 1900                       | Prüffall                                                                            | BW |
|                | Pension „Haus am Donautal“                               | Wolterstraße 11 (Karte)               | 1899                       | Erhaltenswerter Bau                                                                 | BW |
|                | Wohnhaus Wolterstraße 12                                 | Wolterstraße 12 (Karte)               | um 1930                    | Erhaltenswerter Bau                                                                 | BW |
|                | Villa St. Joseph                                         | Wolterstraße 13 (Karte)               | um 1910                    | Geschützt nach § 2 DSchG                                                            | BW |
|                | Wohnhaus Wolterstraße 14                                 | Wolterstraße 14 (Karte)               | 1915                       | Erhaltenswerter Bau                                                                 | BW |
| Weitere Bilder | Bahnhof                                                  | Wolterstraße 16 (Karte)               | 1889/90                    | Geschützt nach § 2 DSchG                                                            |    |